# Женева (аеропорт)
Аеропорт Женеви (фр. Aéroport de Genève, нім. Flughafen Genf, (IATA: GVA, ICAO: LSGG)) — міжнародний аеропорт у місті Женева, другий за величиною міста Швейцарії. Віддалений від центру міста на 4 км на пн.-зх. У грудні 2014 р. прибуло 15 млн пасажирів. Аеропорт пропонує мережу маршрутів переважно до Європейських мегаполісів та курортів, а також деякі довготривалі рейси до Пн. Америки, Китаю та Близького Сходу.
Північна межа аеропорту пролягає вздовж швейцарсько-французького кордону, відповідно до порту є доступ одразу з обох країн. Знаходиться частково в комунах Мерен (фр. Meyrin) та Ле-Гран-Саконе (фр. Le Grand-Saconnex).
Аеропорт є хабом для:
- easyJet Switzerland

## Термінали
Аеропорт Женеви має два пасажирських термінали: новіший і більший термінал 1 (T1), де виконується більшість рейсів, і менший термінал 2 (T2), який використовується лише сезонно. Також має термінал бізнес-авіації або термінал 3 (T3).
Термінал 1, також відомий як головний термінал, розділений на 5 пірсів, A, B, C, D і F.
Сектор F, також відомий як французький сектор, використовується виключно пасажирами, з рейсами у французьких напрямках.

## Авіалінії та напрямки, лютий 2022
| Авіакомпанія                   | Пункт призначення |
| ------------------------------ | --- |
| Aegean Airlines                | Афіни Сезонно: Іракліон, Родос |
| Aer Lingus                     | Дублін |
| Aeroflot                       | Москва–Шереметьєво |
| airBaltic                      | Рига |
| Air Canada                     | Монреаль–Трюдо |
| Air China                      | Пекін-Шоуду |
| Air France                     | Париж–Шарль де Голль Сезонно: Париж–Орлі |
| Air France Hop                 | Біарриц, Брест-Бретань, Кан, Марсель |
| Air Glaciers                   | Сезонно: Сен-Тропе |
| Air Malta                      | Сезонно: Мальта |
| Air Mauritius                  | Сезонно: Маврикій |
| Air Senegal                    | Дакар-Діас |
| AnadoluJet                     | Сезонно: Анкара |
| Austrian Airlines              | Відень |
| Azerbaijan Airlines            | Баку |
| British Airways                | Лондон-Сіті, Лондон-Хітроу Сезонний чартер: Единбург |
| Brussels Airlines              | Брюссель |
| Chair Airlines                 | Приштина |
| easyJet                        | Агадір, Аліканте, Амстердам, Барселона, Белград, Берлін-Бранденбург, Бірмінгем, Бордо, Бріндізі, Бристоль, Брюссель, Будапешт, Катанія, Копенгаген, Единбург, Мадейра, Лілль, Лісабон, Ліверпуль, Лондон-Гатвік, Лондон-Лутон, Мадрид, Малага, Манчестер, Марракеш, Нант, Нант, Ніцца, Палермо, Пальма-де-Мальорка, Париж-Орлі, Порту, Прага, Приштина, Ренн, Рим-Ф'юмічіно, Сантьяго-де-Компостела, Севілья, Скоп'є, Стокгольм-Арланда, Тель-Авів, Тенерифе-Південний, Тирана, Тулуза Сезонно: Абердин, Аяччо, Альгеро, Анталія, Акаба, Афіни, Бастія, Белфаст-Міжнародний, Більбао, Борнмут, Кальярі, Корфу (з 27 березня 2022), Кальві, Дубровник, Енфіда, Фару, Фігарі, Фуертевентура, Глазго, Гран-Канарія, Іракліон, Хургада, Ібіца, Ізмір, Ламеція-Терме, Ла-Рошель, Мальта, Менорка, Міконос, Ольбія, Пула, Санторіні, Шарм-ель-Шейх, Саутгемптон, Спліт, Тиват, Валенсія |
| EgyptAir                       | Каїр |
| El Al                          | Тель-Авів |
| Emirates                       | Дубай |
| Etihad Airways                 | Абу-Дабі |
| Ethiopian Airlines             | Аддис-Абеба |
| Eurowings                      | Дюссельдорф |
| Finnair                        | Гельсінкі |
| Flyr                           | Сезонно: Осло-Гардермуен |
| Iberia                         | Мадрид |
| Icelandair                     | Сезонно: Рейк'явік |
| ITA Airways                    | Мілан-Лінате, Рим-Ф'юмічіно |
| Jet2.com                       | Сезонно: Бірмінгем, Східний Мідландс, Единбург, Глазго, Лідс/Бредфорд, Лондон-Станстед, Манчестер, Ньюкасл |
| Kenya Airways                  | Найробі |
| KLM                            | Амстердам |
| Kuwait Airways                 | Кувейт |
| LOT Polish Airlines            | Варшава-Шопен |
| Lufthansa                      | Франкфурт, Мюнхен |
| Luxair                         | Люксембург |
| Middle East Airlines           | Бейрут |
| Norwegian Air Shuttle          | Осло-Гардермуен Сезонно: Копенгаген, Стокгольм-Арланда |
| Pegasus Airlines               | Анталія, Стамбул-Сабіха Гекчен |
| Qatar Airways                  | Доха |
| Royal Air Maroc                | Касабланка, Марракеш |
| Royal Jordanian                | Амман |
| Saudia                         | Джидда, Ріяд Сезонно: Медина |
| Scandinavian Airlines          | Копенгаген, Осло-Гардермуен, [Стокгольм-Арланда]] |
| SunExpress                     | Сезонно: Анталія |
| Swiss International Air Lines  | Афіни, Барселона, Брюссель (з 27 березня 2022), Дублін, Флоренція, Франкфурт, Лісабон, Лондон-Сіті, Лондон-Хітроу, Мадрид, Малага, Марракеш, Москва-Домодєдово, Мюнхен, New York–JFK, Ніцца, Пальма-де-Мальорка, Порту, Прага, Приштина, Валенсія, Цюрих Сезонно: Аяччо, Аліканте, Анталія, Біарриц, Бріндізі, Катанія, Ханья, Корфу, Корк, Джерба, Дубровник, Фару, Мадейра, Іракліон, Хургада, Ібіца, Каламата, Кефалонія, Кос, Ларнака, Лондон-Гатвік, Марса-Алам, Менорка, Міконос, Ольбія, Понта-Делгада, Пула, Родос, Самос, Санторіні, Шарм-ель-Шейх, Спліт, Салоніки, Тулон, Закінф |
| TAP Air Portugal               | Лісабон Сезонно: Порту |
| Transavia                      | Нант Сезонно: Роттердам/Гаага |
| TUI Airways                    | Сезонно: Бристоль, Лондон-Гатвік, Манчестер, Ньюкасл |
| TUI fly Nordic                 | Сезонний чартер: Дублін |
| Tunisair                       | Туніс Сезонно: Джерба, Монастір |
| Turkish Airlines               | Стамбул Сезонно: Анкара, Анталія, Ізмір |
| Ukraine International Airlines | Київ–Бориспіль |
| United Airlines                | Ньюарк, Вашингтон-Даллес |
| Ural Airlines                  | Москва-Жуковський |
| Vueling                        | Барселона |
| Wizz Air                       | Бухарест, Софія |

## Статистика
Див. джерело запитів Вікіданих та джерела.

## Наземний транспорт

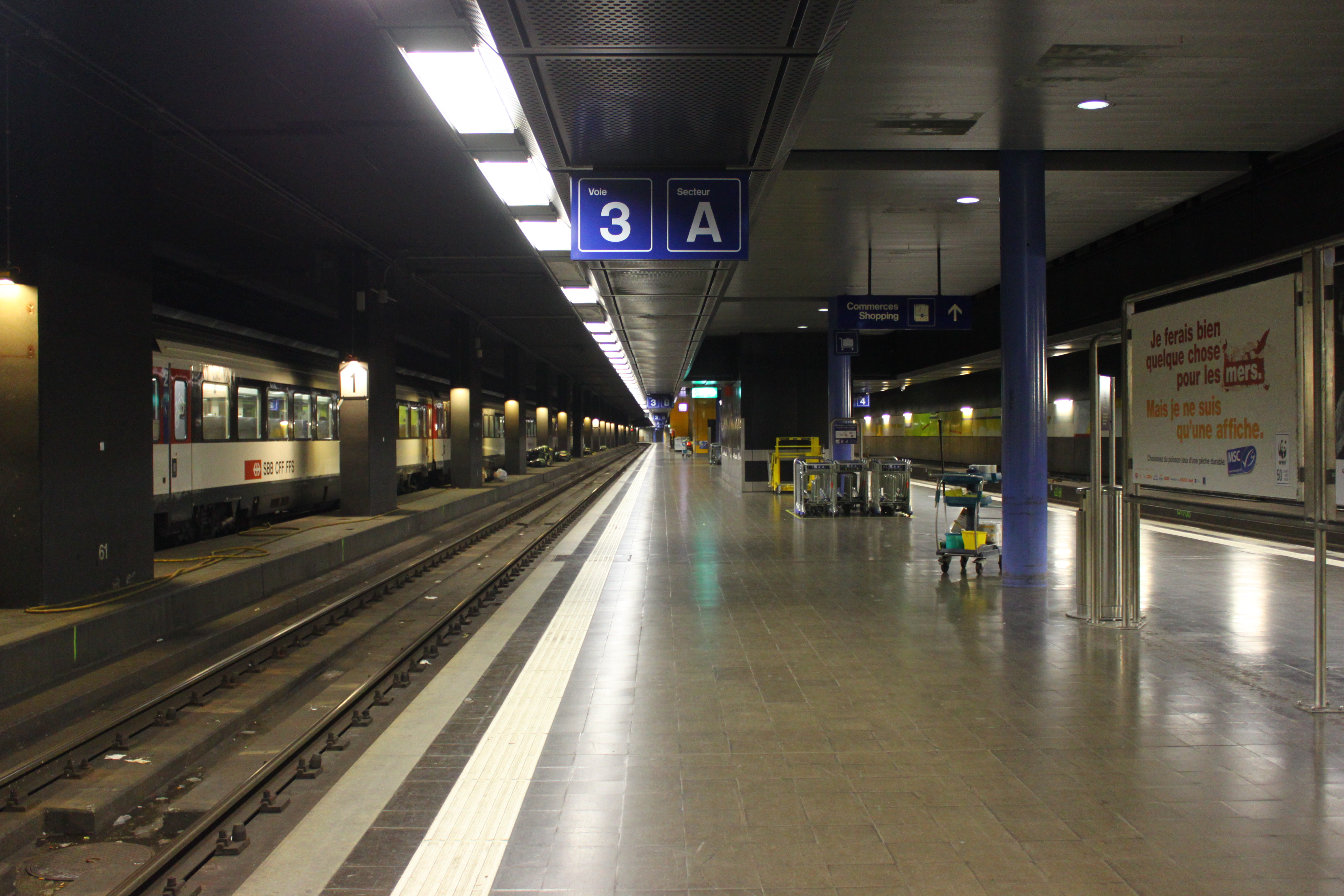

### Залізничний транспорт
Аеропорт розташований за 4 км від центру Женеви.
Від станції Женева-Аеропорт потяги курсують до станції Женева-Корнавін та інших міст Швейцарії.
Перед проходженням митниці автомати видають безкоштовні 80-хвилинні квитки на громадський транспорт Женеви, які дійсні як на міські автобуси, так і на потяги до Женеви.

### Автобус
В аеропорту зупиняються місцеві автобуси.
Є також автобуси до та з Ансі, Франція, а також сезонні автобуси до гірськолижного курорту Шамоні у Франції та гірськолижних курортів у Швейцарії. Багато трансферних компаній здійснюють спільні трансфери взимку на багато французьких гірськолижних курортів.
У зимові вихідні десятки автобусів у сусідньому чартерному терміналі (колишньому вантажному терміналі) зустрічають чартерні рейси з усієї Європи. Вони доставляють відпочиваючих на/з гірськолижних курортів Франції, Швейцарії та Італії.
Автобуси зазвичай курсують зі швейцарського сектора, оскільки це скорочує відстань до більшості місць призначення.